# Politica dell'Irlanda del Nord
L'Irlanda del Nord è una delle quattro nazioni costitutive del Regno Unito. La sua politica ruota soprattutto intorno alla questione costituzionale, vale a dire se l'Irlanda del Nord debba rimanere nel Regno Unito o entrare a far parte della Repubblica d'Irlanda.
I partiti principali sono, dalla parte unionista, il Partito Unionista dell'Ulster e il Partito Unionista Democratico, e dal lato nazionalista, il Partito Social Democratico e Laburista e il Sinn Féin. Alcuni partiti non pretendono di essere nazionalisti o unionisti, come il Partito dell'Alleanza dell'Irlanda del Nord e il Partito Verde.
Il Partito Unionista dell'Ulster continuò a dominare la regione fino al 1972 (quando l'Irlanda del Nord tornò sotto il controllo diretto da Londra). In ogni elezione, il partito è riuscito a raccogliere la maggioranza dei voti protestanti, anche se ciò significava alimentare le tensioni religiose in modo che la divisione interreligiosa rimanesse una priorità. La maggior parte dei suoi leader proveniva dall'Ordine di Orange, una potente associazione massonica fondata per contrastare la diffusione del cattolicesimo.
Gli elettori dell'Irlanda del Nord eleggono i membri dell'Assemblea dell'Irlanda del Nord che si trova al Palazzo di Stormont, Belfast, e anche i membri della Camera dei comuni al Parlamento del Regno Unito a Londra.